# ハサンプル
ハサンプル（英語：Hassanpur）は、インドのハリヤーナー州、パルワル県の都市。

## 歴史
1720年、この地でムガル帝国の皇帝ムハンマド・シャーと帝国の権臣アブドゥッラー・ハーンの間で戦闘が行われ、皇帝が勝利した（ハサンプルの戦い）。

## 人口
2011年の統計では、ハサンプルの人口は11569
人。